# Watkinsia tenebrosa
Watkinsia tenebrosa är en skalbaggsart som beskrevs av Britton 1995. Watkinsia tenebrosa ingår i släktet Watkinsia och familjen Melolonthidae. Inga underarter finns listade i Catalogue of Life.